# Яшар Еребара
Яшар Садик Еребара (на албански: Jashar Sadik Erebara) е албански журналист и политик.

## Биография
Роден е в 1873 година в западномакедонския българо-албански град Дебър. Учи в Скопие и по-късно в Букурещ. Известен е със своите патриотични, образователни и културни публикации. Главен редактор е на вестниците „Албания“ и „Шкупи“ (Скопие). Активен участник е в заседанията на Битолския конгрес от 14 до 22 ноември 1908 година, на който е приета албанската азбука. Под ръководството на учителя Еребара, през януари 1909 г. е създаден Кумановски албански клуб, който има за цел развитието на албанското образование. В 1912 година във Вльора участва в събранието провъзгласило независимостта на Албания. Поддържа връзка с Байрам Цури и Хасан Прищина. Делегат е от Дебър на историческия Конгрес в Люшня. В 1936 година е избран за депутат от област Дебър.
Негов син е Али Еребара, кмет на Тирана (1940 - 1942).